# 薩爾 (北歐)
薩爾，是維京時代北歐社會使用的一個術語，用於定義一個人作為奴隸的社會地位，與自由人（karl，ceorl）和貴族（jarl，eorl）的地位形成鮮明對比。

## 詞源
薩爾來自古挪威文 þræll，意思是被鎖鏈或束縛的人。這個詞後來被引入古英語，稱為þræl。

## 社會地位
奴隸代表了日耳曼民族中貴族、自由人和奴隸的三層社會秩序中的最低層，他們多是受俘的歐洲人。根據北歐/日耳曼法律，奴隸不是一個人，是他的主人的財產，可以買賣，但他們也享有一定程度的法律保護。奴隸的擁有者也對後者負有責任。因此，主人必須為奴隸提供醫療援助，以防他在履行職責時受傷。
斯堪的納維亞半島奴隸的生活條件因主人而異。作為掠奪戰利品的奴隸貿易是維京經濟的重要組成部分。雖然有人估計每戶有多達三十個奴隸，但大多數家庭只擁有一兩個奴隸。他們主要在農場中工作，也用作家庭工人和雜工。他們被委以最困難和受鄙夷的工作：清洗、烹飪、清潔、攪拌黃油、研磨穀物和鹽等。有時被用作妾室，保姆，或作為私人女僕：建築、田地施肥、放牧、開採泥炭等等。
儘管奴隸法律上不算是人，但可以體驗到一定程度的社會流動性。他們可以隨時被主人釋放，在遺囑中被釋放，奴隸甚至自己可贖身。他必須首先支付一半的贖金，他在一個名為“自由盛宴”的儀式上支付了剩餘的贖金(有6個自由人在場見證)。在宴會開始時，羊被戴上了奴隸的項圈，通過砍下羊的頭來獻祭，領主從動物的脖子上取下項圈並接受了剩餘的贖金，他從此自由了。
但奴隸成為自由人後仍需服務自己的前主人，兩代後才真正自由。他在社會的地位介於奴隸和自由民之間，他的薪金只有自由民的一半，他仍需支持自己的前主人，違反監護規則的人可能會因為「缺乏感激之情」而被重新變成奴隸，並歸還給他們的前主人。直到兩代人之後，與前主人的聯繫才消失，這個人的家族變得完全自由。
在11世紀後維京人襲擊結束後奴隸數目逐漸減少，更多的奴僕獲得了自由，要麼是通過贖回自由，要麼是在他們的主人、教會或世俗權威的倡議下獲得自由。